# Glaphyra kobotokensis
Glaphyra kobotokensis là một loài bọ cánh cứng trong họ Cerambycidae.